# 栄浜山中線
栄浜山中線（さかえはまやまなかせん）は、かつて樺太に存在した樺太庁道であり、豊栄郡栄浜村村内を結んでいた。

## 概要
- 総延長 11.5km
- 幅員　全線5.5m

## 経由地
- 豊栄郡栄浜村中心部 - 新栄浜駅 - 栄浜村山中

## 接続道路
- 大泊国境線
- 栄浜中知床岬線